# El libro de Mozilla

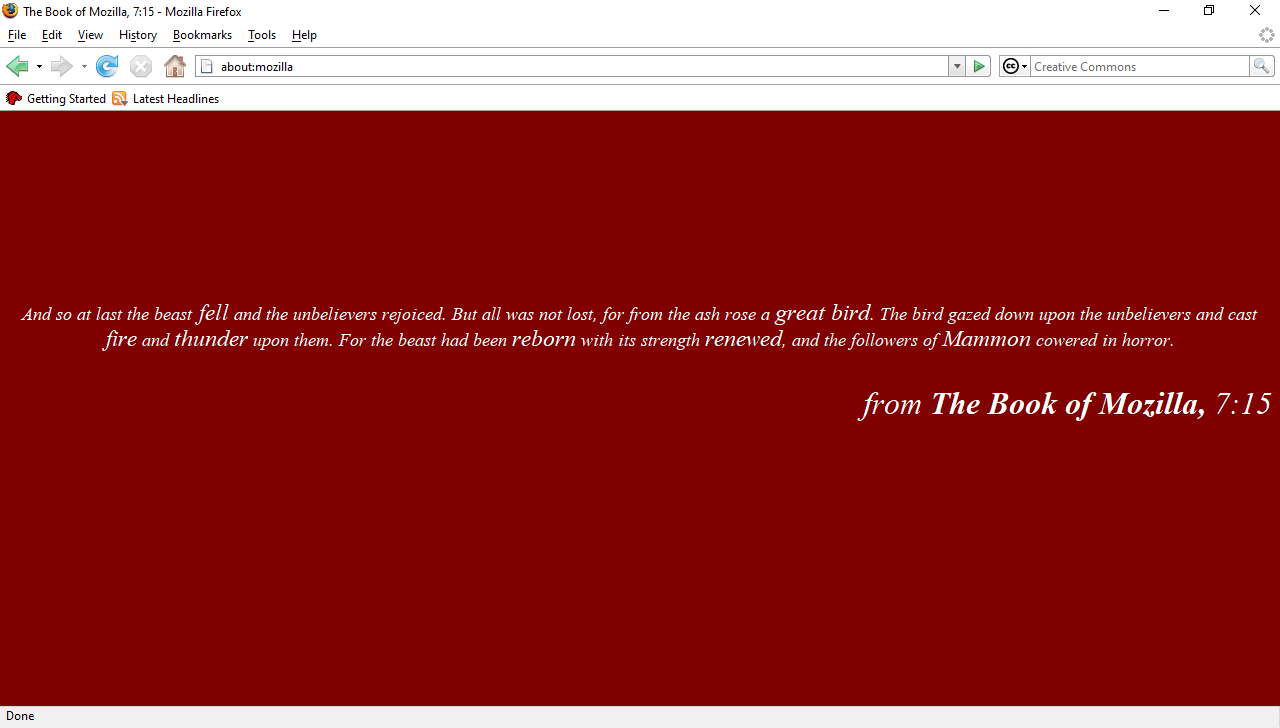
Cita del Libro de Mozilla en Firefox.

El libro de Mozilla es un conocido Huevo de Pascua informático que se encuentra en los navegadores Netscape, Mozilla, Firefox (y sus forks), Minimo, Flock y SeaMonkey; además del navegador interno de Songbird.

## Acerca deEl libro de Mozilla
No hay realmente un libro titulado The Book of Mozilla. Sin embargo, las citas incluidas en Netscape y Mozilla dan esa impresión al revelar pasajes similares al Libro del Apocalipsis de la Biblia. Cuando se introduce about:mozilla, las diferentes versiones de estos navegadores muestran un mensaje en blanco sobre fondo granate. En total existen seis pasajes.
El libro se llama así por el nombre de la mascota de Netscape (un lagarto verde) que posteriormente daría nombre al Proyecto Mozilla, proyecto con el que posteriormente se rediseñaría la mascota.
En el código fuente de la web oficial del Libro de Mozilla se pueden encontrar, comentadas y en inglés, todas las frases anteriormente citadas. En estas se revela que "Mammon" es efectivamente Internet Explorer.

## El libro de Mozilla, 12:10
La primera aparición de El libro de Mozilla fue en Netscape 1.1 (en versiones anteriores about:mozilla mostraba el texto "Mozilla Rules!") y se mantuvo hasta la versión 4.8. La profecía era la siguiente:
And the beast shall come forth surrounded by a roiling cloud of vengeance. The house of the unbelievers shall be razed and they shall be scorched to the earth. Their tags shall blink until the end of days.
from The Book of Mozilla, 12:10
Cuya traducción es:

Y la bestia emergerá rodeada de una turbulenta nube de venganza. La casa de los infieles será demolida y ellos serán totalmente arrasados. Sus tags parpadearán hasta el final de los días.
de El libro de Mozilla, 12:10

La "Bestia" es Netscape. Las amenazas de castigo a los "infieles" (no usuarios de Netscape) son de origen bíblico, excepto la extraña amenaza de que sus "tags parpadearán hasta el fin de los días". Esto se refiere a la controvertida tag HTML ( <blink>) de Netscape que mostraba texto parpadeante introducida en una versión anterior de Netscape. Esta extensión de HTML propietaria se consideró que distraía, que era molesta y fea, de modo que se convertía en un desagradable castigo. El número de los versos se refiere a la fecha de salida de Netscape 1.0, el 10 de diciembre de 1994.

## El libro de Mozilla, 3:31
Las versiones 6.0 de Netscape y posteriores que estaban basadas en el código de Mozilla (así como todas las de Mozilla) mostraban el siguiente mensaje:
And the beast shall be made legion. Its numbers shall be increased a thousand thousand fold. The din of a million keyboards like unto a great storm shall cover the earth, and the followers of Mammon shall tremble.
from The Book of Mozilla, 3:31

(Red Letter Edition)
Cuya traducción es:

Y la bestia se hará legión. Sus números se multiplicarán por mil millares. El estruendo de un millón de teclados crecerá hasta convertirse en una gran tormenta que cubrirá la tierra y los seguidores de Mammon temblarán.
de El libro de Mozilla, 3:31 (Edición en Letra Roja)

De nuevo, la "bestia" es Netscape. El texto se refiere probablemente a la esperanza de que, liberando el código, Netscape atraiga una "legión" de desarrolladores de todo el mundo que ayuden a mejorar el software (con el "estruendo de un millón de teclados"). Algunos sugieren que "Mammon" se refiere remotamente a Microsoft, dado que Internet Explorer era la principal competencia de Netscape (otro argumento sugiere que la palabra "mammon" o "ממון" en hebreo significa "dinero", algo que Microsoft usó para destruir a Netscape). Los números 3:31 se refieren al 31 de marzo de 1998, la fecha en la que Netscape liberó su código. Este día se considera tan importante que se marca en rojo en el calendario ("Red Letter day").

## El libro de Mozilla, 7:15
La siguiente cita fue escrita por Neil Deakin y se incluye en todas las versiones de Mozilla desde julio de 2003 y todas las versiones de Netscape desde la 7.2 hasta la versión 9.0b1:
Y así, al final la bestia cayó y los infieles se alegraron.
Pero no todo estaba perdido, porque de las cenizas surgió un gran pájaro.
El pájaro contempló a los infieles y lanzó fuego
y truenos sobre ellos. Porque la bestia había
renacido con su fuerza renovada, y los
seguidores de Mammon se acobardaron en el horror.
El libro de Mozilla, 7:15
La caída de la bestia se refiere a la situación creada cuando Netscape fue cerrada por su actual compañía madre AOL (desde la creación de este verso, AOL ha retomado el desarrollo de los navegadores de Netscape). El gran pájaro que renace de las cenizas es la Fundación Mozilla que continuó el desarrollo de Mozilla. El pájaro que lanzó fuego se refiere a Mozilla Firebird, actualmente denominado Mozilla Firefox; el "trueno" se refiere a Mozilla Thunderbird. Ambos productos fueron los principales objetivos de desarrollo antes de la desaparición de Netscape. El hecho de que la bestia haya renacido indica que el espíritu de Netscape vive en la Fundación (que está compuesta enteramente de exempleados de Netscape) y su fuerza ha sido renovada dado que la Fundación no depende de AOL (que rechazó a Netscape durante bastante tiempo). El hecho de que la bestia haya renacido como un fénix puede también referirse al nombre anterior de FireBird, que era Phoenix. Los números del título se refieren al 15 de julio de 2003, el día en que simultáneamente Netscape desapareció y la Fundación Mozilla se creó.

## The Book of Mozilla, 8:20
El ingeniero jefe de Netscape Chris Finke fue quien escribió la siguiente cita. Apareció por primera vez el 5 de junio de 2007 con el lanzamiento de la versión 9.0b1 del navegador Netscape.
And thus the Creator looked upon the beast reborn and saw that it was good.
from The Book of Mozilla, 8:20
Cuya traducción es:

Entonces El Creador miró a la bestia renacida y vio que era buena. El libro de Mozilla, 8:20

La referencia 8:20 es debida a que el 20 de agosto del 2006 fue mandado el primer correo electrónico mencionando la posibilidad de desarrollar la siguiente versión del navegador Netscape.
Cuando habla del "Creador" se refiere a la compañía Netscape. Hay dos interpretaciones del versículo: La frase «beast reborn» aparece en la anterior cita refiriéndose a la fundación Mozilla y la frase «it was good» puede ser un homenaje a aquellos que hayan contribuido al proyecto Mozilla. "beast reborn" haría referencia también a la reapertura de su departamento de desarrollo del navegador dentro de la empresa, ya que la versión 8 fue hecha por Mercurial Communications.

## El libro de Mozilla,11:9 (10.ª edición)
En Firefox 3 y 4 aparece una nueva cita del libro:
Mammon se durmió. Y la bestia renació, propagándose por toda la Tierra, y sus seguidores fueron legión. Y proclamaron los nuevos tiempos y sacrificaron cosechas con fuego, con la astucia de los zorros. Y construyeron un nuevo mundo a su propia imagen como prometían las palabras sagradas, y la palabra de la bestia y sus crías. Mammon se despertó, y súbitamente no era más que un rezagado.
de El libro de Mozilla, 11:9
(10.ª edición)
Esta vez incluye dos enlaces: uno en palabras sagradas y otro en la palabra.
La frase "Mammon se durmió" hace referencia a que MS Internet Explorer se quedó estancada en la versión 6.0 durante 5 años.
"La bestia renació" hace referencia a que Netscape renació en la compañía AOL (al menos hasta el 9.0.0.5).
"Propagándose por toda la tierra y sus seguidores se hicieron legión" a que luego de renacer Netscape, se expandió a todo el globo y sus seguidores se hicieron millones rápidamente.
"Y proclamaron nuevos tiempos" a que en el futuro los navegadores ya no estarían tan ligados a Internet Explorer, sino que existirían nuevas posibilidades.
"Sacrificaron cosechas con fuego, con la astucia de zorros" hace referencia (directamente) a Firefox, ya que su logo es un zorro de fuego, de ahí el nombre "Firefox".
"Y construyeron un nuevo mundo a su propia imagen como prometían las palabras sagradas" se refiere a que la Fundación Mozilla liberó los códigos fuente de sus productos.
"Mammon se despertó" se refiere al lanzamiento de la versión 7 de IE; "y súbitamente no era más que un rezagado" se refiere a que Explorer de ser un innovador, pasó a copiar características de Firefox de las que Explorer carecía.
El número del pasaje, 11:9, puede hacer referencia al 9 de noviembre (11-9 en la nomenclatura anglosajona). El 9 de noviembre de 2004 salió a la luz Mozilla Firefox 1.0. Tendría que ver con el renacer de la bestia en cuanto al hecho de crear el primer ejecutable estable de lo que fue la "Bestia" y que hoy es Firefox.

## El libro de Mozilla, 15:1
Los gemelos de Mammon lucharon. Su pelea sumió el mundo en una nueva oscuridad y la bestia detestaba la oscuridad. Así que comenzó a moverse audazmente y se hizo más poderosa y fue más allá y se multiplicó. Y las bestias trajeron fuego y luz a la oscuridad.
de El libro de Mozilla, 15:1

Este versículo se incluyó en el código fuente de Firefox 21 el 23 de enero de 2013.
Con los "gemelos" de Mammon se refiere a Apple y a Google cuyos sistemas operativos han duopolizado el mercado de los sistemas operativos móviles. La "nueva oscuridad" hace mención a las tiendas de software en línea de estos sistemas, las cuales son cerradas e impiden la libertad. Cuando habla sobre sus movimientos rápidos se refiere al nuevo ciclo de lanzamientos cada seis semanas de Firefox, iniciado en junio de 2011. Y cuando dice que Firefox se multiplicó hace referencia al proyecto de Firefox para Android y Firefox OS.

## El libro de Mozillaen Flock
Un nuevo verso del libro de Mozilla, 11:2, se publicó en el navegador Flock 1.0 +, el "navegador web social" basado en Firefox. Este verso se muestra en azul / blanco gradiente vertical cuando se coloca about:mozilla en la barra de direcciones. El verso es el siguiente:
Y cuando la Bestia se había hecho con el poder de un cuarto de la Tierra,
un cuarto de cien Pájaros de Azufre volaron desde las
Profundidades. Los pájaros cruzaron cientos de montañas y encontraron veinticuatro
hombres sabios que venían de las estrellas. Y entonces empezó,
los creyentes se atrevieron a escuchar. Entonces, cogieron sus bolígrafos y se atrevieron
a crear. Finalmente, se atrevieron a compartir sus escritos con
toda la humanidad. Difundiendo palabras de libertad y rompiendo las
cadenas, los pájaros otorgaron libertad a todo el mundo.
de El libro de Mozilla,  11:2
"Y cuando la Bestia se había hecho con el poder de un cuarto de la Tierra..." es probablemente una referencia a la creciente cuota de mercado que Firefox está ganando más que la del popular Internet Explorer. Los "pájaros de azufre" hacen referencia al nombre de desarrollo de Flock, Sulfur (en la versión en inglés Flock muestra "sulfur birds"). Las "montañas" hace referencia a la ciudad de Mountain View, California (en la versión en inglés, Flock muestra "mountains views" y no solo "mountains"), donde la empresa que produce Flock está establecida. "Se tomó su pluma y se atrevió a crear" lo más probable es que haga referencia al hecho de la integración de la que Flock hace gala con blogs, redes sociales y demás.

## El libro de Mozillaen SeaMonkey
Un nuevo verso del libro de Mozilla, 7:15, se publicó en la suite de Internet SeaMonkey. El verso es el siguiente:
Y así por fin la bestia cayó y los incrédulos se alegraron. Pero no todo estaba perdido, a partir de las cenizas se levantó un gran pájaro. El pájaro miró hacia abajo a los infieles y lanzó fuego y truenos sobre ellos. La bestia había renacido con su fuerza renovada, y
los seguidores de Mammon se encogieron de horror.
de El libro de Mozilla, 7:15

## El libro de Mozillaen Songbird
- En Songbird 1.4 cuando escribe en una pestaña about:mozilla se puede ver exactamente lo que sale en Firefox 3.0

## El libro de Mozillaen Iceweasel
Al introducir el texto "about:iceweasel" en Iceweasel, la versión alternativa (fork) de Mozilla Firefox creada por Debian para poder distribuirlo, de acuerdo a sus términos y sin restricciones de la Fundación Mozilla, se puede ver:
And thus the beast grew powerful, and fire and thunder
swept the land.  But Mammon stirred in their hearts, and the beast
Foundered, and its Corpse arose, and commanded "thou shalt
not fly in my name."  And the blazes shall freeze cold, and the souls
of the followers of Mammon shall learn to tremble in the
face of ice as they did before the fire.
from The Book of Ice, 10:13
La cita hace alusión a la firmeza de las reglas de software libre de Debian y de la Free Software Foundation, y al hecho de que las características no compatibles con estas reglas eran mayoritariamente estéticas (la marca, el nombre y el logotipo).

## En Pale Moon
Antes de la versión 26 de Pale Moon, escribiendo about:mozilla en la barra de direcciones mostraba el verso 15:1. Sin embargo, Pale Moon 26 y posteriores muestran lo siguiente:
Dedicated to the tireless developers who have come and gone.

To those who have put their heart and soul into Mozilla products.

To those who have seen their good intentions and hard work squandered.

To those who really cared about the user, and cared about usability.

To those who truly understood us and desired freedom, but were unheard.

To those who knew that change is inevitable, but loss of vision is not.

To those who were forced to give up the good fight.

Thank you. Pale Moon would not have been possible without you.

Cuya traducción sería:

Dedicado a los desarrolladores incansables que han ido y venido.

Para aquellos que han puesto su corazón y alma en los productos de Mozilla.
Para aquellos que han visto sus buenas intenciones y trabajo duro malgastado.
Para aquellos que realmente se preocupan por el usuario, y se preocupan por la usabilidad.
Para aquellos que verdaderamente nos entendieron y desearon la libertad, pero no fueron escuchados.
Para aquellos que sabían que el cambio es inevitable, pero la pérdida de visión no lo es.
Para aquellos que se vieron forzados a renunciar a la buena pelea.

Gracias. Pale Moon no habría sido posible sin ustedes.

De forma similar a Iceweasel, escribiendo about:palemoon debería mostrar el siguiente texto:
The Beast stumbled in the dark for it could no longer see the path. It started to fracture and weaken, trying to reshape itself into the  form of metal.
Even the witches would no longer lay eyes upon it, for it had become hideous and twisted.

The soul of the Beast seemed lost forever.

Then, by the full moon's light, a child was born; a child with the unbridled soul of the Beast that would make all others pale in comparison.
Que traducido quedaría como:

La Bestia tropezó en la oscuridad porque ya no podía ver el camino. Comenzó a fracturarse y debilitarse, intentando remodelarse en la forma del metal.

Ni siquiera las brujas podían quitarle los ojos de encima, porque se había vuelto horrible y retorcida.

El alma de la Bestia parecía perdida para siempre.

Entonces, por la luz de la luna llena, un niño nació; un niño con el alma desenfrenada de la Bestia que haría palidecer a todos los demás en comparación.
de las Crónicas de Pale Moon, 24:2

## El libro de Mozillaen otros navegadores web
- Si se escribe el comando about:mozilla en un navegador de Microsoft Internet Explorer (hasta la versión 6) aparece una extraña pantalla del mismo color azul que aparece cuando Windows se cuelga. A partir de IE6 para Windows XP SP2 esta pantalla no se muestra, salvo si se escribe en la barra del navegador "res://mshtml.dll/about.moz".
- En el navegador Epiphany (para S.O. Unix y Mac OS) si se escribe about:epiphany aparece una cita de Antoine de Saint-Exupéry en el mismo formato, pero con el fondo azul.
- En el navegador AOL 9.1 si se escribe about:mozilla, aparece la palabra mozilla sin formato en una ventana del navegador. Sin embargo, esto es posible realizar con cualquier palabra, puesto que el navegador no entiende la instrucción about, y escribe directamente lo siguiente a "about:".